# گروشوو (آستراخان)
گروشوو (به لاتین: Grushevo) یک منطقهٔ مسکونی در روسیه است که در استان آستراخان واقع شده‌است.